# Meliá Barcelona Sarrià Hotel
El Hotel Meliá Barcelona Sarrià es un hotel rascacielos en Barcelona, Cataluña, España. Fue terminado en 1972, tiene 23 pisos y cuenta 83 metros de altura. Forma parte de Meliá Hotels International. El hotel cuenta con 333 habitaciones.